# Тибето-бирманские языки
| Тибетские Бирманские Каренские Рунгские Тани Цянские | Бодо-гаро Коньякские Нага Манипури Куки-чинские |

Тибето-бирманские языки — одна из двух подсемей сино-тибетских языков, наряду с китайскими языками. Включает около 350 языков, распространённых от северной Индии и Пакистана вдоль Гималаев и Тибета и вплоть до южного Китая, Таиланда и северного Вьетнама. Число говорящих около 50 млн человек (оценка, 2005).

## Классификация
Классификация тибето-бирманских языков до сих пор до конца не разработана. В последнее время появилось несколько обобщающих работ, на основе которых можно выделить ряд бесспорно выделяемых ветвей нижнего уровня. Относительно объединения их в более крупные группировки между исследователями нет единодушия.
Большинство исследователей согласны с выделением следующих ветвей тибето-бирманских языков (с запада на восток):
1. Западно-гималайская ветвь (киннаури-алморская) распространена в индийских штатах Химачал-Прадеш и Уттаранчал и в соседнем Непале.
- группа киннаури (канаури, 8—14 языков, 81 тыс., включая гонгду): собственно киннаури (канаури), канаши, паттани, бунан, марчча, джахри, ранглои, лахули.
- алморская (4 языка, 9 тыс.) — в индийских штатах Химачал-Прадеш и Уттаранчал и в соседнем Непале. Языки: бьянгси, чаудангси, дармия, рангкас (вымерший).
- Возможно, им родственен мёртвый язык шангшунг (жангжунг), на котором написаны книги древней тибетской религии бон.
- язык рават (язык)/джангали — на границе Индии и Непала.
- группа танми-бараму (тхангми-бараами) в центре Непала (языки танми и барам).

2. Центрально-гималайская ветвь включает 6 языков: западно- и восточно-магарский, раджи, бхуджельский, чепанг и ваю, разбросанных по предгорьям Непала (800 тыс. говорящих).
3. Дхимальская — близка к предыдущей ветви — язык дхималь на востоке Непала (17 тыс.), и, возможно, язык тото.
4. Неварский язык — в долине Катманду в центре Непала (826 тыс.).
5. Язык лепча (ронг) — в штате Сикким (Индия), Бутане и Непале (75 тыс.).
6. Бодская ветвь (Bodic / Tibetic)
- тибетская группа: тибетский (свыше 6 млн, Тибет), западнотибетский, южнотибетский (включая дзонг-кэ в Бутане) и некоторые другие языки;
  - центрально-бодская (включающая говор г. Лхаса, служащий основным средством межъязыкового общения);
  - южная (диалекты Бутана, индийского штата Сикким и др.);
  - юго-западная (говоры шерпа в Непале и др.);
  - западная (фонетически архаичные говоры ладакхи, балти и др. в Кашмире и Пакистане);
  - восточная (диалекты области Кхам);
  - диалекты Амдо;
  - юго-восточная (наречие мон, мон-па или цона).
- тамангская группа: языки таманг, гурунг, мананг, чантьяльский, нар-пху, тхакали, секе (тхангбе) и гхале в Непале (1,5 млн);
- кхамская группа: 4 языка в центре Непала (60 тыс.); возможно включает также язык кайке;
- группа (бумтанг-)такпа — 2 языка в Бутане, Индии и Китае (45 тыс.);
- язык цангла на границе Бутана и Индии (150 тыс.).

7. Ветвь киранти (восточногималайская) — 32 языка на востоке Непала (550 тыс.), в том числе языки лимбу, сунвар, бантава.
- «макроязык» лимбу;
- восточная: яккха, белхаре, пханг-дували, атпаре, чинтанг, чулунг, ямпху, лохоронг (лорунг), меваханг;
- центральная: кулунг, начеренг, сангпанг (сампанг), саам, бантава, пума, чамлинг, дунгмали;
- западная: тулунг, вамбуле (умбуле, чоурасе), джерунг, кхалинг, думи, кохи, (кои), бахинг, сунвар, вайю (хайю).

8. Западноаруначальская ветвь (кхо-ба или SBSL) на западе штата Аруначал-Прадеш (Индия, 9 тыс.), включает языки шердукпен, бугун, лишпа и сулунг.
9. Хрусойская ветвь — языки хрусо (ака) и дхаммай (миджи) (8 тыс.), к востоку от предыдущей.
- собственно хрусо, или ака;
- миджи, или дхаммай;
- бангру, или левай (последний, возможно — диалект миджи).

10. Ветвь тани (ади-мисинг-ниши, абор-мири-дафла) в центре штата Аруначал-Прадеш (Индия, 9 тыс.) — включает свыше 13 языков (более 1 млн говорящих). Языки: ади, или абор; ниши, или дафла; и мири с несколькими сильно различающимися (равнинный мири, или мисинг, и горный мири); апатани, тагин, бокар, даму, миланг, галлонг, бенгни, на (на-бенгни), ньису.
11. Ветвь иду-дигару (мишми, Digarish, Mishmi) — языки иду (иду-мишми) и дигару (дигаро-мишми, тараон) (Аруначал-Прадеш, Китай).
12. Язык миджу-каман (каман, миджу-мишми, геман, Miju, Kaman, Miju-Geman, Keman 'Mishmi') — Аруначал-Прадеш, Китай.
13. Надветвь сал (цзинпо-коньяк-бодо, бодо-коньяк-цзинпо):
- ветвь бодо-гаро (бодо-коч, бодо-гаро-коч) — язык бодо в штате Ассам; Мегхалая, Трипура, Бангладеш:
  - бодо: собственно бодо, а также деори, димаса, качари, кок-борок, рианг, тива (лалунг), усой;
  - гаро: собственно гаро, а также мигам;
  - коч: собственно коч, рабха, руга, а’тонг (атонг);
- коньякская ветвь (северные нага) — Нагаленд, Аруначал-Прадеш: коньяк (ок. 250,000 носителей; крупнейший диалект — табленг), пхом (ок. 115,000 носителей), ванчо (банпара), ноктэ (намсангиа), тасэ (тангса), кхиамнган, чанг, мошанг, вакчинг (некоторые из перечисленных языков могут быть диалектами друг друга; доступной информации по ним очень немного);
- лу-качинская ветвь:
  - качинская группа (цзинпо) — север Мьянмы, Юньнань;
  - луйская группа (Luish, Sak): сак (асак), каду (кадо), андро, сенгмай — север Мьянмы.

14. Язык микир (карби, арленг) — Ассам, к западу от нага.
15. Надветвь куки-чин-нага (Индия, на границе с Мьянмой):
- Язык манипури (мейтхей) — штат Манипур;
- южные нага — Нагаленд, Манипур:
  - группа ао: ао-чунгли, ао-монгсен, ячам-тенгса, сангтам (тукуми), йимчунгрю (ячуми), лотха;
  - группа ангами-почури: ангами, чокри, кхежа, мао (сопвома), почурисангтам, почури-ренгма, нтеньи, мелури (аньо), сими, сема, ренгма;
  - группа земе: земе (эмпео, качча), мзиеме, лянгмай, нруангмей, пуйрон, кхойрао, марам;
  - группа тангкхул (лухупа): собственно тангкхул, укхрул, качай, пхаданг, хуйшу, чампхунг, кхангой, маринг (?):
- Куки-чинская ветвь (мизо-куки-чин) — Манипур, Мизорам, Мьянма:
  - северно-чинская: тиддим, тхадо, сийин, ралте, пайте, гангте, пави, чиру, симте;
  - центрально-чинская: мизо, лай (хака), баум, мара, захао;
  - южно-чинская: даай, кхуми, шо, кхъянг;
  - собственно куки (в основном в штате Манипур): ком, аймол, бете, халлам, лангронг, анал, чоте, хмар.

16. Гьялронг-цянская ветвь (тангутско-цянская) (Китай: Сычуань):
- гьялронгская группа (гьярунг, цзяжун, rGyalrong, Jiarong) — языки гьялронг, лаврунг (гуаньиньцяо), эргун (хорпа, даофу, хункай, хорпа-шанчжай);
- цянская группа (Qiangic) — около 14 языков, возможно включая вымерший тангутский язык: северный цян, южный цян, северный пуми (принми), южный принми (пуми), муйя, жаба, цюэюй (чойо), гуйцюн, эрсу, шисин, наму’и (наймуцзы).

17. Нунгская ветвь (трунгская, равангская, Nungish, Trungic) — языки дулун (тарон, трунг, цю, цюцзы, цюпа, цяо), анонг, раванг — на границе Китая и Мьянмы.
18. Вымерший язык пью — север Мьянмы до прихода бирманцев.
19. Лоло-бирманская ветвь:
- бирманская группа: бирманский, цзайва (аци, зи), лаши (лэци), мару (лонг), ачанский (нгачанг), бола, пхон;
- лолойская группа (лоло):
  - северная подгруппа: нусу (ну), насу, носу, нису (на последних трёх говорят группы народа и);
  - центральная подгруппа: сани, аси, ажа, аже, лаху, лису, лолопо (липхо или липо), лалуо, цзино;
  - южная подгруппа: акха, хани, сила, бисоидные (бису, пхуной, пьен), мпи;
  - гокхю, жоужоу;
- группа наси (нахи) — языки наси и мосо (на) (Китай: Юньнань, Сычуань).

20. Каренская ветвь — около 10 языков в Мьянме и Таиланде:
- северная — язык па'о (т. н. «чёрные карены», ок. 500,000 носителей);
- сго-карен и его диалекты (т. н. «белые карены», ок. 1,500,000 носителей; диалекты паку и мопва иногда обособляются в качестве отдельных языков);
- пво-карен и его диалекты (ок. 1,300,000 носителей; по-видимому, также несколько языков, так как взаимопонимания между носителями восточных и западных диалектов не существует);
- центральная (ок. 150,000 носителей): кайя ли, или каренни (т. н. «красные» карены), бве-карен, гэба-карен, йинтале, палайчи, падаунг (впрочем, в таксономической реальности центральной ветви есть сомнения).

21. Языки мру (муру, мару, мурунг) и ану-кхонгсо (ану и кхонгсо) — на границе Бангладеш и Мьянмы.
22. Ветвь туцзя — языки северный и южный туцзя в провинции Хунань (Китай).
23. Ветвь бай — видимо, бывший тибето-бирманский язык, переживший сильную и давнюю китаизацию и сейчас является одним из языков китайской подсемьи с сильным тибето-бирманским субстратом.
Некоторые объединения более верхнего ранга, предлагаемые различными исследователями:
- гималайские языки (Himalayish) — условное объединение, включающее ветви 1-10;
- рунгские языки (Rung(ic)) включают (согласно LaPolla 2000, 2003) гьялронг, цянскую, нунгскую, киранти, западногималайскую, менее вероятно кхамскую, центрально-гималайскую и дхимал. Это объединение не подтверждается данными лексикостатистики.